# 오노에촌 (미에현)
오노에촌(小野江村)은 미에현 이치시군에 있던 촌이다. 현재의 마쓰사카시에 해당한다.

## 역사
- 1889년 4월 1일 - 정촌제 시행에 의해 이치시군 오노에촌이 성립하였다.
- 1955년 3월 15일 - 덴파쿠촌, 가사사키촌, 다케하라촌, 이세치촌, 요네노쇼촌과 합병해 미쿠모촌이 성립하여, 동일 오노에촌은 폐지되었다.

## 교통

### 철도
- 긴키 닛폰 철도
  - 긴테쓰 이세선

### 도로
- 국도 제23호선

## 참고문헌
- 角川日本地名大辞典 24 三重県